# Козлёнская улица
Козлёнская улица (бывшая Урицкого) — улица в Вологде. Начинается от улицы Мира, проходит через Мяснорядский мост. Заканчивается в районе перекрёстка с Советским проспектом и конечной остановки троллейбуса № 2.

## История
Улица названа в честь существовавшей в этих местах слободы Козлёна. Своё название слобода получила от названия урочища «Козлена». Первые сведения о слободе относятся к 1627—1629 гг. В записи того времени имеются сведения о девяти домах Слободы, из которых четыре дома принадлежали каменщикам, 2 дома принадлежали опричникам, по одному дому — пушкарю, церковному дьячку и воротнику. Кроме того, на церковном подворье были 2 дома, принадлежащие каменщику и воротнику.
В слободе была церковь Покрова Пресвятой Богородицы, деревянная и построенная по простейшей форме зодчества, срубленная по типу клети. В начале XVIII века взамен деревянной была построена каменная церковь того же наименования.
Улица возникла после утверждения генерального плана города в конце XVIII века в царствование Екатерины II.
В царское время носила название Большой Козлёнской. В советское время называлась в честь советского политического деятеля Моисея Урицкого. В 1991 году улица названа Козлёнской.
Исторически название улицы восходит к Козлёнской слободе.
В начале XX века в начале улицы было построено здание Вологодского общества взаимного страхования от огня (ныне второй корпус областной библиотеки им. Бабушкина).
В период Советской власти внешний облик улицы значительно изменился. Улица застроена кирпичными и железобетонными «коробками», предельно функциональными и не представляющими архитектурной ценности. Осталось некоторое количество средовой деревянной застройки XIX века.

## Транспорт
Движение общественного транспорта осуществляется на отрезках от улицы Мира до улицы Марии Ульяновой (автобусы) и от улицы Левичева до Советского проспекта (автобусы и троллейбусы). В период капитального ремонта Советского проспекта в 2006—2007 годах движение общественного транспорта также осуществлялось на отрезке от улицы Зосимовской до улицы Левичева (автобусы).

## Здания и сооружения

### Нечётная сторона
| № дома                                                                    | Фото                                                       | Описание |
| → Мяснорядский мост → Улица Мира → Улица Благовещенская                   | → Мяснорядский мост → Улица Мира → Улица Благовещенская    | → Мяснорядский мост → Улица Мира → Улица Благовещенская                                                                   |
| → улица Марии Ульяновой                                                   | → улица Марии Ульяновой                                    | → улица Марии Ульяновой                                                                                                   |
| ------------------------------------------------------------------------- | ---------------------------------------------------------- | --- |
| 1/3                                                                       | ВОУНБ                                                      | Второй корпус областной библиотеки им. Бабушкина                                                                          |
| 3                                                                         | Дом № 3 по улице Козлёнской в Вологде                      | ТЦ «Кристалл» |
| 5                                                                         |                                                            | |
| 9/22                                                                      |                                                            | Управление ФСБ по Вологодской области                                                                                     |
| → Пушкинская улица                                                        |                                                            | |
| 11                                                                        | Дом № 11 по улице Козлёнской в Вологде                     | Пятиэтажное жилое здание. На первом этаже: редакции МАУ «Вологда-портал» и газеты «Наша Вологда», а также офис Сбербанка. |
| 13а                                                                       |                                                            | Двухэтажное жилое здание                                                                                                  |
| 15                                                                        | Дом № 15 по улице Козлёнской в Вологде                     | Административное здание                                                                                                   |
| 17                                                                        | Дом № 17 по улице Козлёнской в Вологде                     | Административное здание                                                                                                   |
| 19                                                                        | Дом № 17 по улице Козлёнской в Вологде                     | |
| 21                                                                        | Дом № 19 по улице Козлёнской в Вологде                     | |
| → Предтеченская улица                                                     |                                                            | |
| 33                                                                        | Дом № 33 по улице Козлёнская В Вологде.                    | Административное здание                                                                                                   |
| 35                                                                        | Дом № 35 по улице Козлёнская В Вологде.                    | Административное здание                                                                                                   |
| → Галкинская улица                                                        |                                                            | |
| 39                                                                        | Строящееся здание. Дом № 39 по улице Козлёнская В Вологде. | Строящееся административное здание                                                                                        |
| 43                                                                        | Дом № 43 по улице Козлёнской в Вологде                     | Административное здание                                                                                                   |
| 43а                                                                       | Дом № 43а по улице Козлёнской в Вологде                    | Административное здание                                                                                                   |
| 43а, корп. 1                                                              |                                                            | Административное здание                                                                                                   |
| 43а, корп. 2                                                              | Дом 43а корпус 2 по улице Козлёнская в Вологде             | Административное здание. Офис компании «Волтри».                                                                          |
| 45                                                                        | Дом № 45 по улице Козлёнской в Вологде                     | Административное здание                                                                                                   |
| 45а                                                                       | Дом № 45а по улице Козлёнской в Вологде                    | Административное здание                                                                                                   |
| 47                                                                        | Дом № 47 по улице Козлёнской в Вологде                     | Административное здание                                                                                                   |
| → Зосимовская улица                                                       |                                                            | |
| 57                                                                        | Дом № 57 по улице Козлёнской в Вологде                     | Вологодский институт развития образования                                                                                 |
| 59                                                                        | Дом № 59 по улице Козлёнской в Вологде                     | Пятиэтажный кирпичный жилой дом                                                                                           |
| 61                                                                        | Дом № 61 по улице Козлёнской в Вологде                     | Административное здание                                                                                                   |
| 63                                                                        | Дом № 63 по улице Козлёнской в Вологде                     | Здание «Облпотребсоюза» — трёхэтажное административное здание                                                             |
| → Первомайская улица                                                      |                                                            | |
| 65                                                                        | Дом № 65 по улице Козлёнской в Вологде                     | Пятиэтажный кирпичный жилой дом                                                                                           |
| 65а                                                                       | Дом № 65а по улице Козлёнской в Вологде                    | Трёхэтажный кирпичный жилой дом                                                                                           |
| 67                                                                        | Дом № 67 по улице Козлёнской в Вологде                     | Четырёхэтажный кирпичный жилой дом                                                                                        |
| 69                                                                        | Дом № 69 по улице Козлёнской в Вологде                     | Четырёхэтажный кирпичный жилой дом                                                                                        |
| → улица Пирогова                                                          |                                                            | |
| 71/9                                                                      | Дом № 71 по улице Козлёнской в Вологде                     | Пятиэтажный панельный жилой дом                                                                                           |
| 83                                                                        |                                                            | Жилой дом |
| 83а                                                                       |                                                            | Жилой дом |
| 89                                                                        |                                                            | |
| → улица Яшина                                                             |                                                            | |
| 91/7                                                                      |                                                            | Жилой дом |
| 93                                                                        |                                                            | Жилой дом |
| 95                                                                        |                                                            | Жилой дом |
| 97                                                                        |                                                            | Жилой дом |
| 99                                                                        | Дом № 99 по улице Козлёнской в Вологде                     | Средняя школа № 23 |
| 99а                                                                       | Вологда, ул. Козлёнская, д. 99а. 2013 год                  | |
| → улица Левичева                                                          |                                                            | |
| 101                                                                       | Вологда, ул. Козлёнская, д. 101. 2013 год                  | Кирпичный 12-квартирный жилой дом Управления СЖД с водопроводом и канализацией. Закончен 27 декабря 1950 года.            |
| 103                                                                       |                                                            | Жилой дом |
| 103а                                                                      |                                                            | Жилой дом |
| 105                                                                       |                                                            | Жилой дом |
| 107/8                                                                     |                                                            | Жилой дом |
| → Рабочая улица                                                           |                                                            | |
| 109                                                                       |                                                            | Жилой дом |
| 111                                                                       |                                                            | Жилой дом |
| 113                                                                       |                                                            | Жилой дом |
| → Мост через реку Шограш                                                  |                                                            | |
| → Ж/д переезд через ветку до речного порта и промышленного парка «Восток» |                                                            | |
| 117                                                                       |                                                            | |
| 119                                                                       |                                                            | |
| 119а                                                                      |                                                            | Вологодская кружевная фирма «Снежинка»                                                                                    |
| → Улица Крюк                                                              |                                                            | |
| 121                                                                       |                                                            | |
| 125                                                                       |                                                            | |
| 125а                                                                      |                                                            | |
| 127                                                                       |                                                            | |
| 127а                                                                      |                                                            | |
| 127в                                                                      |                                                            | |
| → Советский проспект                                                      |                                                            | |
| → Дорога в Лосту                                                          |                                                            | |

### Чётная сторона
| № дома                                                                    | Фото                                                    | Описание |
| → Мяснорядский мост → Улица Мира → Улица Благовещенская                   | → Мяснорядский мост → Улица Мира → Улица Благовещенская | → Мяснорядский мост → Улица Мира → Улица Благовещенская |
| → улица Марии Ульяновой                                                   | → улица Марии Ульяновой                                 | → улица Марии Ульяновой |
| ------------------------------------------------------------------------- | ------------------------------------------------------- | --- |
| 2                                                                         | Дом № 2 по улице Козлёнской в Вологде                   | общество «Знание». Памятник архитектуры. |
| 4                                                                         | Дом № 4 по улице Козлёнской в Вологде                   | Мемориальная мастерская А. В. Пантелеева |
| 6                                                                         | Дом № 6 по улице Козлёнской в Вологде                   | административное здание. Вологодская городская Дума, Департамент гуманитарной политики города Вологды.                                                                                    |
| → Пушкинская улица                                                        |                                                         | |
| 8                                                                         | Дом № 8 по улице Козлёнской в Вологде                   | гостиница Правительства Вологодской области |
| 10                                                                        | Дом № 10 по улице Козлёнской в Вологде                  | Административное здание. Офис компании «Стройиндустрия». |
| 30/38                                                                     | Дом № 30/38 по улице Козлёнской в Вологде               | Жилой деревянный двухэтажный дом. Вместо некоторых квартир находятся офисы. |
| → Предтеченская улица                                                     |                                                         | |
| 40                                                                        | Дом № 40 по улице Козлёнская В Вологде                  | Управление Росстата по Вологодской области. |
| → Галкинская улица                                                        |                                                         | |
| 44                                                                        | Дом № 44 по улице Козлёнской в Вологде                  | Пятиэтажный панельный жилой дом. |
| → Зосимовская улица                                                       |                                                         | |
| 62                                                                        | Дом № 62 по улице Козлёнской в Вологде                  | Жилой дом |
| 64а                                                                       |                                                         | Жилой дом |
| 64б                                                                       |                                                         | Жилой дом |
|                                                                           | Памятник Джозефу Конраду в Вологде                      | Памятник Джозефу Конраду в сквере между домами № 64 и № 66. Был установлен в 2013 году, демонтирован в 2016 году коммунальными службами в связи с тем, что он мешал ремонту коммуникаций. |
| 66                                                                        | Дом № 66 по улице Козлёнской в Вологде                  | Жилой дом |
| 70                                                                        | Козлёнская, 70                                          | Дом Ломакина |
| → Первомайская улица                                                      |                                                         | |
| 74                                                                        | Дом № 74 по улице Козлёнской в Вологде                  | Жилой дом |
| 76                                                                        |                                                         | Жилой дом |
| 78                                                                        |                                                         | Жилой дом |
| → улица Пирогова                                                          |                                                         | |
| 80                                                                        |                                                         | Жилой дом |
| 84                                                                        |                                                         | Жилой дом |
| 84а                                                                       |                                                         | Жилой дом |
| 86                                                                        |                                                         | Жилой дом |
| 88                                                                        |                                                         | Жилой дом |
| → улица Яшина                                                             |                                                         | |
| 94                                                                        |                                                         | Жилой дом |
| 94а                                                                       |                                                         | Вологодское добровольное пожарное общество |
| 96                                                                        |                                                         | Жилой дом |
| 106б                                                                      |                                                         | Жилой дом |
| 108                                                                       |                                                         | Жилой дом |
| 108а                                                                      |                                                         | Жилой дом |
| 114/24                                                                    | Вологда, ул. Козлёнская, д. 114. 2013 год               | Департамент образования Вологодской области. |
| → улица Левичева                                                          |                                                         | |
| 116/13                                                                    | Вологда, ул. Козлёнская, д. 116. 2013 год               | Двухэтажный деревянный жилой дом |
| 118                                                                       |                                                         | Жилой дом |
| 120                                                                       |                                                         | Жилой дом |
| 122/10                                                                    |                                                         | Жилой дом |
| → улица Рабочая                                                           |                                                         | |
| 124/5                                                                     |                                                         | Жилой дом |
| 126                                                                       |                                                         | Жилой дом |
| 128                                                                       |                                                         | Жилой дом |
| 128а                                                                      |                                                         | Жилой дом |
| 130                                                                       |                                                         | Жилой дом |
| 130а                                                                      |                                                         | Жилой дом |
| 132                                                                       |                                                         | Жилой дом |
| 132а                                                                      |                                                         | |
| 134                                                                       |                                                         | |
| → Мост через реку Шограш                                                  |                                                         | |
| → Ж/д переезд через ветку до речного порта и промышленного парка «Восток» |                                                         | |
| → Улица Крюк                                                              |                                                         | |
| 140                                                                       |                                                         | |
| → Советский проспект                                                      |                                                         | |
| → Дорога в Лосту                                                          |                                                         | |
| Логотип конкурса «Вики любит памятники»                                   | Объект культурного наследия: № 3510037000               | |